# کیسه (ماهیگیری و شکار)
کیسه، در زمینه ماهیگیری و شکار، مقداری از ماهی صیدشده یا شکارشده است که معمولاً به تعداد جانوران در یک واحد شکار گفته می‌شود. قوانین می‌توانند تعداد جانوران کشته‌شده را از طریق محدودیت کیسه شکار محدود کنند. این اصطلاح همچنین اغلب در کلمات مرکب استفاده می‌شود، به عنوان مثال برنامه‌ریزی کیسه شکار یا آمار کیسه شکار.